# Elaphria arnoides
Elaphria arnoides là một loài bướm đêm trong họ Noctuidae.